# Vân cúc
Vân cúc (danh pháp khoa học: Gochnatia decora) là một loài thực vật có hoa trong họ Cúc. Loài này được (Kurz) Cabrera mô tả khoa học đầu tiên năm 1971.